# Miss Hokusai
Miss Hokusai (百日紅 Sarusuberi?) es un manga japonés histórico escrito y dibujado por Hinako Sugiura. Cuenta la historia de cómo Katsushika Ōi trabajaba a la sombra de su padre Hokusai. Fue adaptada a cine de animación (anime) por el director Keiichi Hara, en 2015.

## Argumento

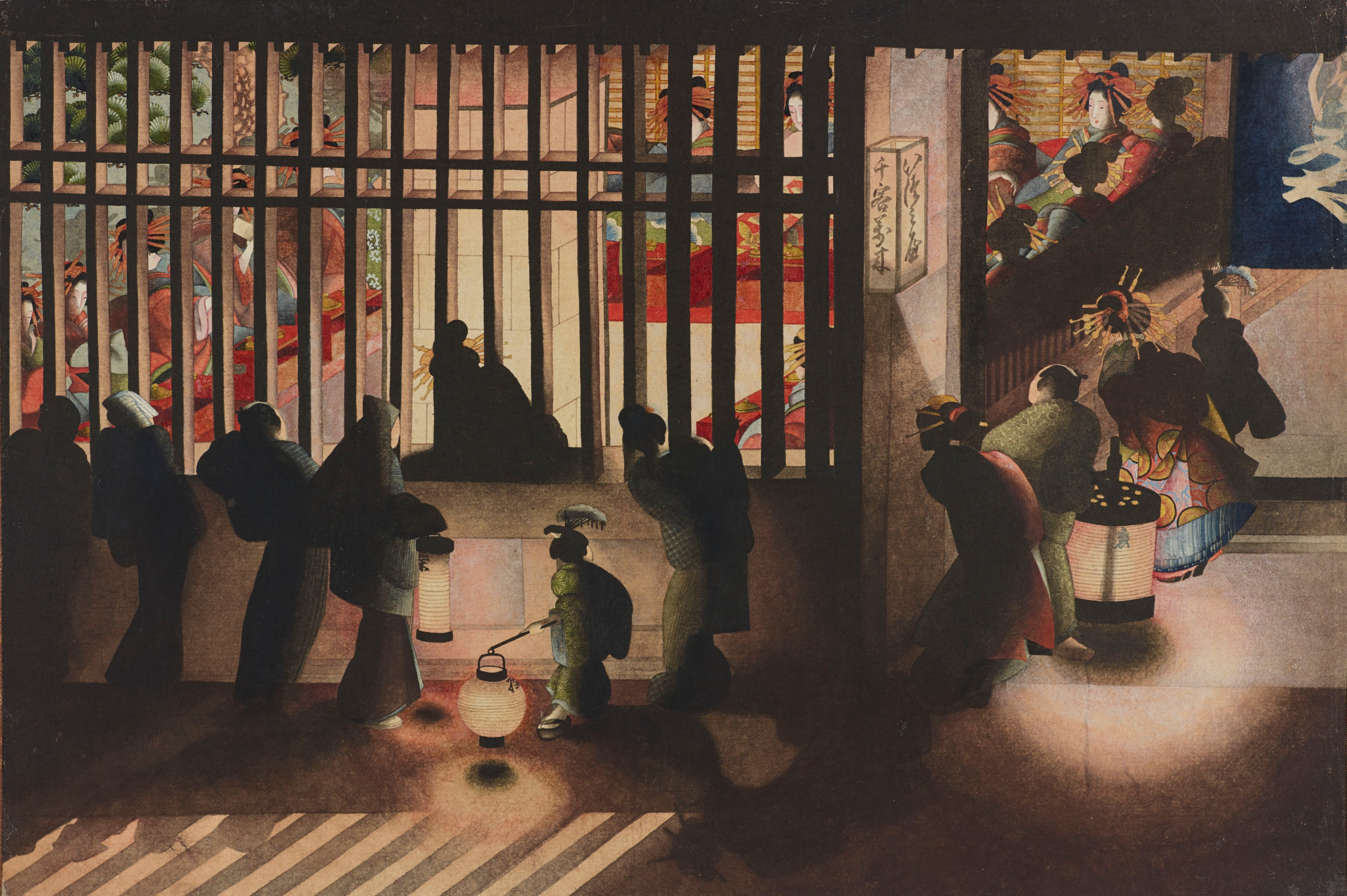
Escena de noche en Yoshiwara (吉原格子先之図) de Katsushika Ōi, aparece en los créditos.

La historia del manga consiste en episodios que no están necesariamente conectados entre sí. Cuentan cómo era la vida de Katsushika Ōi en Edo y cómo trabajaba en el taller de su padre. También aparece su hermana menor —ciega— en uno de los episodios.
El anime comienza en Edo en 1814, durante el período Edo. Katsushika Ōi es una de las cuatro hijas del pintor Tetsuzo, que más tarde se conoció como Hokusai. La película tiene lugar en el momento en Katsushika Ōi alcanza la edad adulta, mientras que su padre, de unos cincuenta años, es ya un artista reconocido en su país. El estudio en el que viven y trabajan es un desastre, lo que hace que Katsushika Ōi se vaya a casa de su madre para comer, pero pasa las noches en el estudio. Tetsuzo es conocido por sus famosas habilidades de pintura, tales como la pintura de la Bodhidharma o dos gorriones en un grano de arroz. Katsushika tiene el talento y la obstinación de su padre. Ella pinta a menudo en su escritorio, sin necesidad de firmar su trabajo, con el fin de completar los pedidos, y no recibe ningún tipo de reconocimiento por su talento.
La película alterna episodios de la vida de Katsushika y su padre y los pintores que los visitan, especialmente Zenjiro Ikeda (Keisai Eisen), que más tarde se hizo conocido por su bijin-ga, y Kuninao Utagawa. Cuenta con varias escenas de la mitología japonesa y el budismo. Después de dañar accidentalmente la pintura de un dragón japonés que su padre tenía que entregar al día siguiente, Katsushika tuvo que volver a pintar el dragón por sí misma. Durante la noche, una fuerte tormenta estalla y el dragón desciende de las nubes. Esta podría ser la historia de la época Tang, según la cual existe una técnica para capturar un dragón en una pintura. El tema de la ikiryō también se representa, por ejemplo, cuando las manos astrales de Tetsuzo vuelan, o cuando investigan rumores acerca de un famoso Oiran en el distrito de Yoshiwara, cuya cabeza astral trata de salir de su cuerpo durante la noche. El Amitābha pura de Buda de la tierra es también un tema, por ejemplo, cuando la esposa de un patrón está perdiendo la cabeza a causa de una pintura de jigoku (infierno budista, Reino de los Narakas) por Katsushika. Tetsuzo se da cuenta de que Katsushikai no "no termina" la pintura y él lo hace mediante la adición de la imagen de la Amitābha, que finalmente da la tranquilidad esposa. El Buda hace otra aparición con dos Bodhisattvas en una secuencia de un sueño.
La película también evoca la relación entre Katsushika, Tetsuzo y la media hermana de Katsushika, del primer matrimonio de su padre. Ella es ciega de nacimiento y Tetsuzo por tener miedo de la muerte y la enfermedad, no acude habitualmente a visitarla. Es Katsushika quien cuida de ella llevándola a Puente Ryōgoku, para descubrir los paisajes y que así tenga contacto y pueda escuchar y sentir el mundo. 
Katsushika es soltera y no está interesada en las relaciones románticas, pero su padre le encomienda que haga grabados y dibujos eróticos shunga. 
Cuando la hermana menor de Katsushika cae enferma, convence a su padre para que finalmente la visite, e incluso pinta una imagen de una deidad protectora. Pero la niña no se recupera y muere. Ella entra en el estudio en la forma de una fuerte ráfaga de viento, dejando tras de sí en el suelo una Tsubaki, la flor que una vez le dio su hermana mayor. 
La película termina indicando con un texto que aparece en la pantalla el destino de los personajes principales. Tetsuzo, que se convirtió en Hokusai, murió a la edad de 90 años. Katsushika le sobrevivió durante nueve años y parece que viajó mucho, nadie sabe donde murió.

## Personajes
- Katsushika Ōi:

Interpretado por: Anne Watanabe (Japón); Erica Lindbeck (Inglés)
- Katsushika Hokusai:

Interpretado por: Yutaka Matsushige (japonés); Richard Epcar (Inglés)
- Zenjiro Ikeda:

Interpretado por: Gaku Hamada (japonés); Ezra Weisz (Inglés)
- Kuninao Utagawa:

Interpretado por: Kengo Kora (japonés); Robbie Daymond (Inglés)
- Koto:

Interpretado por: Jun Miho
- Kagema:

Interpretado por: Miyu Irino (japonés); Kevin T. Collins (Inglés)